# トゥーヴォワ
トゥーヴォワ （Touvois）は、フランス、ペイ・ド・ラ・ロワール地域圏、ロワール＝アトランティック県のコミューン。

## 地理

県におけるトゥーヴォワの位置

トゥーヴォワはロワール＝アトランティック県南部にあり、ヴァンデ県と接している。19世紀、コミューンの土地は、現在ヴァンデ県のコミューンであるグランランドを犠牲にしてヴァンデ県まで伸びていた。

## 由来
トゥーヴォワの名はガリア語の Talavia からきているが、意味は不確かである。
一説では、より現実的な名前で、Touvois は『全てに通じる道』 (Toutes voies) からきているという。多くの周辺コミューンをトゥーヴォワに向けて接続する道路があるという事実によって、裏付けられる。
トゥーヴォワは、フランス語が話し言葉となるより以前、ガロ語で Tovoéz と呼ばれていた。ブルトン語では Tolvez となる。

## 歴史
1150年、アンジューにあるフォントヴロー修道院によってバドゥモリエール（Bademorière）またはマドゥモレリア（Bademoreria）という名の女子修道院が創設された。修道院はペトロニーユ・ド・シュミレ、その後マティルド・ダンジュー（フルク5世の娘）によって運営されていた。修道院はフランス革命以降姿を消した。
中世、城主権はラウール・ド・レに属し、その後ジュイニェ領主であるルクレール・ド・ジュイニェ家のものとなった。アンシャン・レジーム時代、トゥーヴォワの城主権はペイ・ド・レに属していた。

## 人口統計
| 1962年 | 1968年 | 1975年 | 1982年 | 1990年 | 1999年 | 2007年 | 2012年 |
| ------ | ------ | ------ | ------ | ------ | ------ | ------ | ------ |
| 1592   | 1497   | 1409   | 1362   | 1340   | 1302   | 1425   | 1713   |

source=1999年までLdh/EHESS/Cassini、2004年以降INSEE

### 参照
1. ↑  Réélu en 2008 et 2014.